# Mary Riddell
Mary Riddell (1980) è una sciatrice alpina statunitense paralimpica, che ha rappresentato gli Stati Uniti nello sci alpino paralimpico ai Giochi paralimpici invernali del 1998 a Nagano e Salt Lake City 2022, vincitrice di sei medaglie, di cui due ori, due argenti e due bronzi.

## Carriera
Con un tempo di 2:41.35, migliore rispetto alle avversarie Karolina Wisniewska (2:41.82) e Ramona Hoh (2:42.06), Riddell ha vinto la medaglia d'oro nella gara di slalom gigante LW3,4,5/7,6/8 alle Paralimpiadi di Nagano 1998. Ai stessi Giochi paralimpici, nella disciplina di discesa libera LW3,4,6/8, è arrivata seconda in 1:15.00, dietro alla connazionale Jennifer Kelchner in 1:14.97. Due medaglie di bronzo nello slalom speciale (tempo realizzato 2:04.17) e super-G LW3,4,5/7,6/8 (in 1:05.80).
Quattro anni più tardi, a Salt Lake City 2002, Riddell ha vinto la medaglia d'oro nello slalom gigante LW3,4,9 (medaglia d'argento per Karolina Wisniewska e di bronzo per Lauren Woolstencroft) e argento nella supercombinata alpina LW3,4,6/8,9 (al 1º posto Woolstencroft e al 3º posto Wisniewska). Con 1:32.35 si è piazzata invece al 4º posto nella discesa libera categoria LW3,4,6/8,9; sul podio Rachael Battersby in 1:30.63, Csilla Kristof in 1:31.41 e Karolina Wisniewska in 1:32.19.

## Palmarès

### Paralimpiadi
- 6 medaglie:
  - 2 ori (slalom gigante LW3,4,5/7,6/8 a Nagano 1998; slalom gigante LW3,4,9 a Salt Lake City 2002)
  - 2 argenti (discesa libera LW3,4,6/8 a Nagano 1998; superG LW3,4,6/8,9 a Salt Lake City 2002)
  - 2 bronzi (slalom speciale LW3,4,5/7,6/8 e super-G LW3,4,5/7,6/8 a Nagano 1998)